# Feste di piazza/Io per te Margherita
Feste di piazza/Io per te Margherita è un singolo del cantautore italiano Edoardo Bennato, pubblicato nel 1975 come secondo estratto dall'album Io che non sono l'imperatore.

## Descrizione
È l'ottavo singolo di Bennato, quarto inciso con la Ricordi e prodotto da Alessandro Colombini.

## Tracce
Lato A
1. Feste di piazza (Edoardo Bennato, Patrizio Trampetti)

Lato B
1. Io per te Margherita – 3:26 (Edoardo Bennato)